# Torpeda Typ 6
Torpeda Typ 6 (Kurai No. 6) – japońska, eksperymentalna, beznapędowa torpeda lotnicza z okresu II wojny światowej przeznaczona do zwalczania okrętów podwodnych (ZOP).

## Historia
Prace nad torpedą rozpoczęto w kwietniu 1944. Nie miała ona własnego napędu, jej ruch był rezultatem pędu nadanego jej przez samolot, z którego została zrzucona. Po zrzuceniu z samolotu, torpeda uderzała w wodę i rozpoczynała krążyć, zataczając koła o promieniu około 80 metrów, zanurzając się o około 60 metrów co jedno okrążenie.
Torpeda miała zapalnik uderzeniowy, planowano także wyposażenie jej w zbliżeniowy zapalnik magnetyczny. Z wyjątkiem metalowej pokrywy nosa torpedy i niewielkich metalowych klamer użytych do przymocowania skrzydeł do korpusu torpedy, jej cała konstrukcja była drewniana. Głowica zawierała 100 kg materiału wybuchowego Typ 98, skrzydła i nieruchomy ster kierunku były klejone do kadłuba; skrzydła miały wznos wynoszący około 20°, nieruchomy ster przymocowany był pod kątem ośmiu stopni, nadając torpedzie w wodzie jej ruch kołowy. Aby zapobiec wpływowi steru wodnego na ruch torpedy, w czasie lotu w powietrzu przykryty był on drewnianą osłoną, która odrywała się od niego w momencie uderzenia torpedy w wodę.  Długość skrzydeł wynosiła około 150 cm, a ich rozpiętość około 90 cm.
We wrześniu 1944 przeprowadzono około 40 testów, które dały niezadowalające wyniki. Lecące w powietrzu torpedy były bardzo niestabilne i pomimo wznosu skrzydeł miały bardzo chwiejny lot.  Silne uderzenie w wodę powodowało oderwanie lub zniekształcenie skrzydeł, co miało negatywny wpływ na ruch torpedy w wodzie.  Przeprowadzono także szereg testów, w których sprawdzono w jaki sposób torpeda porusza się w wodzie. Testy podwodne przeprowadzono wrzucając torpedę do wody z pokładu łodzi i obserwując jej tor ruchu.  Prędkość torpedy w wodzie wynosiła około 5-6 węzłów.
Łącznie zbudowano około stu torped tego typu z czego większość została zużytych i zniszczonych w czasie prób.
Testów z torpedą zaprzestano w 1944. Na jej podstawie zaprojektowano torpedę lotniczą Typ 7.